# Jaktrymdskepp X12
Jaktrymdskepp X12 är en svensk science fiction-bokserie skriven mellan 1975 och 1980 av Olof Möller. Serien består av 29 böcker, sedan upphörde serien utan att avslutas.
Böckerna kretsar bland annat kring de tre besättningskamraterna på Rymdskeppet X-12, astronaut Tim Timmer, läkaren och humanoid-specialisten Vera Korbach, och professorn i astronomi och astrofysik Zarah Wyng. Människan har konstruerat raketer som kan ta sig genom rymden med 180 000 km/h. X-12 finner bland annat planeten Anti-jorden, som ligger i samma omloppsbana som jorden, men som ständigt befinner sig på andra sidan solen.

## Böcker i serien
1. Stellarernas angrepp (1975)
2. Humanoidupproret (1975)
3. Guldmånen (1975)
4. Mazos grymhet (1975)
5. Seende planet (1975)
6. Rymdvisionen (1976)
7. Nytt vapen (1977)
8. Kometkatastrofen (1977)
9. Kosmos brinner (1977)
10. Rymdhajen (1977)
11. Tvillingplaneterna (1977)
12. Fjärde dimensionen (1977)
13. Davids stjärna (1978)
14. Robotmordet (1978)
15. Övergiven planet (1978)
16. Spion i rymden (1978)
17. Planettribunalen (1978)
18. Gemini (1978)
19. Domen (1979)
20. Skräckfärd i rymden (1979)
21. Rymdens vikingar (1979)
22. Kvinnoplaneten Q (1979)
23. Asteroid på drift (1979)
24. Mikro-universums gåta (1979)
25. Planeten Drabos (1980)
26. Åter till jorden (1980)
27. De tre galaxerna (1980)
28. Snabbare än ljuset (1980)
29. Astronaut F.Z. (1980)[1]

En trettionde bok i serien, Rymdskepp i lågor, var även planerad men publicerades aldrig.